# Sainte-Anne-de-la-Pérade
Sainte-Anne-de-la-Pérade è un comune del Canada, situato nella provincia del Québec, nella regione di Mauricie.